# Iloczyny Arensa
Iloczyny Arensa – dla danej algebry Banacha {\displaystyle A,} dwa naturalne rozszerzenia działania mnożenia w {\displaystyle A} do drugiej przestrzeni sprzężonej {\displaystyle A^{**}} (algebra {\displaystyle A} utożsamiana jest ze swoim kanonicznym obrazem w {\displaystyle A^{**}}). Pojęcie wprowadzone przez R. Arensa w 1951 roku.

## Definicja
Niech {\displaystyle A} będzie algebrą Banacha, {\displaystyle a,b\in A;\ \lambda \in A^{*}} oraz {\displaystyle \Phi \in A^{**}.} Niech ponadto:
{\displaystyle {\begin{array}{rl}a\cdot \lambda &\colon &b\mapsto \langle \lambda ,ba\rangle ,\\\lambda \cdot a&\colon &b\mapsto \langle \lambda ,ab\rangle ,\\\lambda \cdot \Phi &\colon &b\mapsto \langle \Phi ,b\cdot \lambda \rangle ,\\\Phi \cdot \lambda &\colon &b\mapsto \langle \Phi ,\lambda \cdot b\rangle .\end{array}}}
Wówczas {\displaystyle a\cdot \lambda ,\ \lambda \cdot a,\ \lambda \cdot \Phi ,\ \Phi \cdot \lambda \in A^{*}.} Działania dane wzorami:
{\displaystyle \langle \Phi \,{\scriptstyle \square }\,\Psi ,\lambda \rangle =\langle \Phi ,\Psi \cdot \lambda \rangle ,}
{\displaystyle \langle \Phi \diamond \Psi ,\lambda \rangle =\langle \Phi ,\lambda \cdot \Psi \rangle \;\;\;(\Phi ,\Psi \in A^{**},\lambda \in A^{*}).}
nazywane są, odpowiednio, pierwszym i drugim iloczynem Arensa. Przestrzeń {\displaystyle A^{**}} z każdym z tych działań jest algebrą Banacha. Algebra Banacha nazywana jest regularną w sensie Arensa, gdy obydwa te działania w {\displaystyle A^{**}} pokrywają się.

## Przykłady algebr regularnych w sensie Arensa
- Każda C*-algebra {\displaystyle C} z jedynką jest regularna w sensie Aresna. Jeżeli {\displaystyle \pi ,} jest jej reprezentacją uniwersalną {\displaystyle C} na pewnej przestrzeni Hilberta {\displaystyle H,} to {\displaystyle A^{**}} może być utożsamiona z drugim komutantem {\displaystyle \pi (A).}
- Podalgebry oraz algebry ilorazowe algebr regularnych w sensie Arensa są regularne w sensie Arensa.
- Algebra Banacha ℓ1 (z mnożeniem splotowym) nie jest regularna w sensie Aresna.